# Liste des personnages de Dune
Pour un article plus général, voir Dune (franchise).
 (juin 2025).
Si vous disposez d'ouvrages ou d'articles de référence ou si vous connaissez des sites web de qualité traitant du thème abordé ici, merci de compléter l'article en donnant les références utiles à sa vérifiabilité et en les liant à la section « Notes et références ».
Cette liste des personnages de Dune recense les personnages de fiction créés par l'écrivain Frank Herbert et apparaissant dans l'univers des romans du cycle de Dune, ainsi que les personnages des romans parus postérieurement à l’œuvre d'Herbert, écrits par son fils Brian Herbert associé à Kevin J. Anderson. Ces derniers sont marqués d'un astérisque (*). Ils sont classés alphabétiquement selon leur prénom, quand il est connu.

## A
- Haut – A
- B
- C
- D
- E
- F
- G
- H
- I
- J
- K
- L
- M
- N
- O
- P
- Q
- R
- S
- T
- U
- V
- W
- X
- Y
- Z

- Abulurd Butler Harkonnen (*) est le fils benjamin de Quentin Butler. Il reprend le nom de Harkonnen, frappé d'opprobre depuis l'époque de son grand-père maternel Xavier Harkonnen, et participe au Jihad butlérien aux côtés de son mentor Vorian Atréides. Refusant d'obéir aux ordres de Vorian lors de la bataille de Corrin, il est considéré comme un traître et exilé sur la planète Lankiveil. C'est de cet événement que découle la haine entre la Maison Atréides et la Maison Harkonnen, qui dure encore à l'époque de Dune, plus de dix mille ans après.
- Abulurd Rabban est le demi-frère cadet du baron Vladimir Harkonnen. Il renonce à son nom et à son héritage en échange du gouvernorat de Rabban-Lankiveil. Il est le père de Glossu Rabban (dit « Rabban la bête ») et Feyd-Rautha. Frank Herbert ne fait que le mentionner, mais il apparaît comme un personnage à part entière dans La Maison des Atréides et La Maison Harkonnen. Son caractère doux et aimable en fait l'exact opposé de son demi-frère Vladimir. Durant son gouvernorat, la production d'Épice sur Arrakis chute dramatiquement, ce qui entraîne sa chute et son remplacement par Vladimir. Il renie sa famille et prend le nom de naissance de son épouse, Emmi Rabban. Il est assassiné par son fils Glossu Rabban, qui gagne ainsi son surnom de « Bête ».
- Adrien Venport (*) est le fils d'Aurelius Venport et de Norma Cenva.
- Agamemnon (*) est l'un des Titans qui apparaissent dans La Guerre des machines et ses suites. De son vrai nom Andrew Skouros, il est né sur Terre à l'époque du Vieil Empire, qu'il contribue à renverser. Son fils biologique Vorian Atréides finit par le tuer.
- Ajax (*) est l'un des Titans qui apparaissent dans La Guerre des machines et ses suites. Réputé pour sa violence et sa cruauté, il est tué lors du soulèvement humain sur Terre.
- Alef Burzmali est un militaire au service du Bene Gesserit qui apparaît dans Les Hérétiques de Dune. Il est le protégé et le successeur du Bashar-Mentat Miles Teg au poste de Bashar suprême du Bene Guesserit. Dans La Maison des mères, il est chargé de protéger la planète-école Lampadas, mais meurt à la tête de son armée quand la planète est détruite par les forces des Honorées Matriarches.
- Alexandre (*) est l'un des Titans mentionnés dans La Guerre des machines et ses suites.
- Alia Atréides est la fille du duc Leto et de sa concubine dame Jessica, et la sœur de Paul. Dans Les Enfants de Dune, elle est l'épouse du ghola Duncan Idaho (anciennement Hayt) et la régente de l'empire. Dominée par son ancêtre, le baron Vladimir Harkonnen (en tant que présence dans son esprit), elle choisit de se défenestrer, préférant le suicide que de mourir de la main de son neveu Leto II qui venait l'arrêter.
- Alma Mavis Taraza, dite « Tar » est la Mère supérieure du Bene Gesserit dans Les Hérétiques de Dune. C'est elle qui sort de sa retraite le Bashar-mentat Miles Teg pour protéger le denier ghola de Duncan Idaho à la citadelle de Gammu (Giedi Prime). Elle meurt au cours d'un attentat sur Rakis (Arrakis), puis est remplacée par Darwi Odrade.
- Anirul est une Révérende Mère du Bene Gesserit et l'épouse de l'empereur Shaddam IV. Elle donne naissance à cinq filles : Irulan, Chalice, Wensicia, Josifa et Rugi. Le personnage est développé dans les romans de Brian Herbert et Kevin J. Anderson : elle apparaît dans La Maison des Atréides comme responsable du programme de reproduction devant aboutir au Kwisatz Haderach avant d'épouser l'empereur. Dans La Maison Corrino, elle est assassinée par le mentat des Harkonnen, Piter de Vries, en tentant d'empêcher l'enlèvement de Paul Atréides.
- Aurelius Venport est le fondateur de la future Guilde spatiale. Il n'est mentionné qu'incidemment par Frank Herbert, mais apparaît comme personnage à part entière dans La Guerre des machines et ses suites. Originaire de Rossak, il fonde la Venkee, une entreprise spécialisée dans le commerce de drogues, dont l'Épice d'Arrakis. Sa compagne Zufa Cenva le quitte lorsqu'il s'avère incapable de produire un héritier. Il entame une relation avec sa fille Norma Cenva, qui développe la technologie à l'origine des vaisseaux longs-courriers de la Guilde. Elle donne naissance à cinq enfants, dont Adrien, qui reprend les rênes de la Venkee.

## B
- Haut – A
- B
- C
- D
- E
- F
- G
- H
- I
- J
- K
- L
- M
- N
- O
- P
- Q
- R
- S
- T
- U
- V
- W
- X
- Y
- Z

- Barberousse (*) est l'un des Titans qui apparaissent dans La Guerre des machines et ses suites. De son vrai nom Vilhel Jayter, il contribue par son génie scientifique à la chute du Vieil Empire. Il est tué par Heoma, une Sorcière de Rossak.
- Bellonda est une Révérende Mère et Mentat-archiviste du Bene Gesserit sur la planète du Chapitre, qui apparaît dans Les Hérétiques de Dune et la La Maison des mères.

## C
- Haut – A
- B
- C
- D
- E
- F
- G
- H
- I
- J
- K
- L
- M
- N
- O
- P
- Q
- R
- S
- T
- U
- V
- W
- X
- Y
- Z

- Chani est une femme du peuple Fremen, fille du plantétologiste impérial autochtone Liet Kynes. Elle est la sayyadina (prêtresse) du sietch Tabr. Elle devient la concubine de Paul Atréides et donne naissance à trois enfants : leur premier né, nommé Leto (comme le père de Paul, Leto Atréides), tué par les Sardaukar lors d'un raid dans les palmeraies du sud d'Arrakis, puis les jumeaux Leto II et Ghanima. Elle meurt après leur avoir donné naissance.

## D
- Haut – A
- B
- C
- D
- E
- F
- G
- H
- I
- J
- K
- L
- M
- N
- O
- P
- Q
- R
- S
- T
- U
- V
- W
- X
- Y
- Z

- Dama est une Honorée Matriarche qui apparaît dans La Maison des mères. Chef de son ordre, avec le titre de « Très Honorée Matriarche », elle dirige les forces Honorées Matriarches revenues de la Dispersion dans l'ancien Imperium. Alors qu'elle négocie avec la Mère Supérieure du Bene Gesserit Darwi Odrade, elle est assassinée dans ses appartements par sa proche conseillère, l'Honorée Matriarche Logno, qui prend sa place.
- Dante (*) est l'un des Titans qui apparaissent dans La Guerre des machines et ses suites. Il est le dernier à mourir, tué par Quentin Butler qui choisit de faire exploser son vaisseau spatial contre celui de Dante.
- Darwi Odrade, dite « Dar » est une descendante de la Maison Atréides, membre du Bene Gesserit. Elle est une fille cachée du Bashar mentat Miles Teg. Elle apparaît dans Les Hérétiques de Dune comme une simple Révérende Mère, puis dans La Maison des mères comme la Mère supérieure de l'ordre, succédant à Taraza. Elle meurt sur Jonction, tuée par Logno.
- Dominic Vernius (*) est le chef de la Maison Vernius dans La Maison des Atréides. Détrôné par les Tleilaxu avec l'appui de l'empereur Elrood IX, il devient un leader de guérilla et trouve la mort sur Arrakis aux mains des Sardaukars.
- Duncan Idaho est un soldat et le maître d'armes de la Maison Atréides, diplômé de l'école du Ginaz. Dans Dune, il est tué par les Sardaukars en protégeant la fuite de Paul et dame Jessica. Dans les romans ultérieurs du cycle, il réapparaît sous la forme de gholas (clone). Le premier, nommé « Hayt » (comme le mot anglais hate, « haine »), est un don du Bene Tleilax à Paul, une fois ce dernier devenu empereur. Il est le premier ghola à retrouver la mémoire de sa vie antérieure. Par la suite et pendant des siècles, l'empereur-dieu Leto II, puis le Bene Gesserit commandent de nombreux gholas successifs de Duncan (« les Duncan ») aux Tleilaxu.

## E
- Haut – A
- B
- C
- D
- E
- F
- G
- H
- I
- J
- K
- L
- M
- N
- O
- P
- Q
- R
- S
- T
- U
- V
- W
- X
- Y
- Z

- Edric est un navigateur de la Guilde spatiale qui apparaît dans Le Messie de Dune. Possédant des dons de prescience puissants[Note 1], il fait partie du complot visant à tuer l’empereur Paul Muad'Dib. En représailles, il meurt tué par Stilgar.
- Edrik (*) est un navigateur de la Guilde spatiale qui apparaît dans Les Chasseurs de Dune et Le Triomphe de Dune.
- Elrood IX est le père de Shaddam IV et son prédécesseur en tant qu'empereur Padishah de l'univers connu. Il meurt assassiné par du poison chaumurky qui lui aurait été administré par Hasimir Fenring, pour le compte de son ami Shaddam.
- Emmi Rabban (*) est la femme d'Abulurd Rabban et la mère de Glossu Rabban et Feyd-Rautha.
- Érasme (*) est une Machine pensante qui apparaît dans le cycle Dune, la genèse. À l'origine, il n'est qu'un robot synchronisé au service d'Omnius, mais il développe une personnalité indépendante de celle de son maître après être resté prisonnier des glaces sur Corrin pendant vingt ans. Excentrique, il s'intéresse beaucoup à l'humanité et se livre à des expériences sur ses esclaves afin de mieux les comprendre. En tuant le fils de Serena Butler, il déclenche malgré lui le soulèvement d'esclaves qui aboutit au Jihad butlérien. Il parvient à échapper à la destruction des Machines pensantes avec Omnius en envoyant leurs mémoires dans l'espace profond pour y fonder un nouvel empire des machines. Les deux robots réapparaissent dans Les Chasseurs de Dune. Érasme y trahit Omnius et conclut la paix avec l'humanité avant de mourir.
- Esmar Tuek est un contrebandier d'épice qui apparaît dans Dune.

## F
- Haut – A
- B
- C
- D
- E
- F
- G
- H
- I
- J
- K
- L
- M
- N
- O
- P
- Q
- R
- S
- T
- U
- V
- W
- X
- Y
- Z

- Fafnir Corrino (*) est le fils aîné de l'empereur Elrood IX. Il est assassiné par son frère cadet Shaddam avec l'aide d'Hasimir Fenring.
- Farad'n Corrino est le fils de la princesse Wensicia, l'une des filles de l'empereur Shaddam IV et apparaît dans Les Enfants de Dune. Il épouse Ghanima Atréides et devient le chroniqueur impérial lors du règne de son frère Leto II, sous le nom de Harq al'Ada, « le Briseur d'habitudes ».
- Faykan Butler Corrino (*) est le fils aîné de Quentin Butler et le premier à porter le titre d'empereur Padishah de l'univers connu, en cumulant les rôles de vice-roi de la Ligue des Nobles et de Grand Patriarche du Jihad butlérien. Il prend le nom de Corrino après la bataille de Corrin afin que son nom soit à jamais associé à cette victoire.
- Feyd-Rautha Harkonnen est le neveu du baron Vladimir Harkonnen dans Dune. Désigné par le baron comme son successeur, il porte alors le titre de na-baron. Tué par Paul Muad-Dib en combat singulier à la fin de la révolte d'Arrakis.
- Fondil III (*), surnommé « le Chasseur », est le père d'Elrood IX et son prédécesseur en tant qu'empereur Padishah de l'univers connu.

## G
- Haut – A
- B
- C
- D
- E
- F
- G
- H
- I
- J
- K
- L
- M
- N
- O
- P
- Q
- R
- S
- T
- U
- V
- W
- X
- Y
- Z

- Gaius Helen Mohiam est une Révérende Mère du Bene Gesserit. Elle apparaît dans Dune comme Diseuse de vérité au service de l'empereur Shaddam IV, et fait passer à Paul l'épreuve du Gom Jabbar (test d'humanité). Dans Le Messie de Dune, elle fait partie de la conspiration visant à le tuer. En représailles, elle est exécutée par Stilgar.
- Ghanima Atréides est la fille de Paul et de sa concubine Chani, et la sœur jumelle de Leto II. Ghanima signifie « prise de guerre ».
- Gilbertus Albans (*) est un élève d'Érasme et le fondateur de l'école des mentats.
- Glax Othn (*) est le tuteur de Tyros Reffa dans La Maison Corrino.
- Glossu Rabban, dit Rabban la bête est le neveu du baron Vladimir Harkonnen dans Dune. Il est surnommé « la Bête » en raison de sa grande cruauté.
- Gurney Halleck est un soldat et officier au service de la maison Atréides dans Dune. Il est réputé en tant que joueur de balisette, un instrument de musique à neuf cordes dérivé de la cithare, ainsi que pour ses dons en poésie et citations diverses.

## H
- Haut – A
- B
- C
- D
- E
- F
- G
- H
- I
- J
- K
- L
- M
- N
- O
- P
- Q
- R
- S
- T
- U
- V
- W
- X
- Y
- Z

- Harah est une Fremen du sietch Tabr dans Dune. Après la mort de son époux Jamis, elle devient la servante de Paul et participe à l'éducation de sa sœur Alia, puis de ses enfants Leto II et Ghanima.
- Hasimir Fenring est le plus proche conseiller et ami de l'empereur Shaddam IV dans Dune.
- Hayt est le premier clone de Duncan Idaho.
- Hécate (*) est l'un des Titans qui apparaissent dans La Guerre des machines et ses suites. Maîtresse d'Ajax, elle quitte ses congénères, dégoûtée par leur brutalité et leur corruption, pour s'enfoncer dans l'espace inconnu.
- Héléna Richèse (*) est la fille du comte Ilban Richèse et l'épouse du duc Paulus Atréides. Brune à la peau mate, elle apparaît très soucieuse de son apparence. Elle participe au complot qui aboutit à la mort de son mari. Lorsque leur fils Leto le découvre, il envoie sa mère dans le couvent des Sœurs du Silence de Caladan, où elle passe le reste de ses jours en isolation.
- Hwi Noree est une femme conçue par les Ixiens pour séduire Leto II dans L'Empereur-Dieu de Dune.

## I
- Haut – A
- B
- C
- D
- E
- F
- G
- H
- I
- J
- K
- L
- M
- N
- O
- P
- Q
- R
- S
- T
- U
- V
- W
- X
- Y
- Z

- Iblis Ginjo (*) est un contremaître esclave qui travaille sur Terre pour les machines dans le roman La Guerre des machines. Choisi par Érasme pour une expérience sur la rébellion des êtres humains, il prend effectivement la tête du soulèvement des esclaves à la mort du fils de Serena Butler. Il devient ensuite le Grand Patriarche du Jihad.
- Idar Fen Adjica (*) est un savant du Bene Tleilax qui apparaît dans La Maison des Atréides et ses deux suites. Il est chargé de mettre au point une épice artificielle, mais sa création, l'Amal, n'en est qu'un substitut très inférieur qui finit par le tuer.
- Ilban Richèse (*) est le chef de la maison Richèse dans La Maison des Atréides. Il néglige les affaires de sa famille, qui décline au profit de la maison Vernius d'Ix. Sa fille Héléna épouse le duc Paulus Atréides.
- La princesse Irulan Corrino est l'une des filles de l'empereur Shaddam IV, par ailleurs adepte du Bene Gesserit. Paul Atréides l'épouse afin de légitimer son accession au trône, mais il s'agit d'un mariage arrangé, sans amour.
- Ishmaël (*) : esclave de Poritrin. Il parvint à s’échapper sur Arrakis. Successeur de Selim, il est le fondateur d'une tribu traditionaliste qui deviendra ensuite la communauté Fremen.

## J
- Haut – A
- B
- C
- D
- E
- F
- G
- H
- I
- J
- K
- L
- M
- N
- O
- P
- Q
- R
- S
- T
- U
- V
- W
- X
- Y
- Z

- Jamis est un Fremen du sietch Tabr dans Dune. Il est vaincu par Paul après l'avoir défié en combat singulier. Suivant les coutumes des Fremen, sa veuve Harah devient la servante de Paul.
- Jessica est au départ une adepte puis une Révérende Mère du Bene Gesserit. Concubine du duc Leto Atréides, elle est la mère de ses enfants Paul et Alia. Elle est la fille cachée du baron Vladimir Harkonnen.
- Jool Noret (*) est un maître d'escrime légendaire de Ginaz, un des quinze enfants de Zon Noret. Comme son père avant lui, il a combattu les machines pensantes durant le Jihad butlérien.
- Josef Venport (*) est le petit-fils d'Adrien Venport. Il dirige la Holding Venport dans La Communauté des sœurs et Les Mentats de Dune.
- Junon (*) est l'un des Titans qui apparaissent dans La Guerre des machines et ses suites. De son vrai nom Julianna Parhi, elle est née sur Terre à l'époque du Vieil Empire. Avec son amant Agamemnon, elle participe à sa destruction. Elle est tuée par Quentin Butler.

## K
- Haut – A
- B
- C
- D
- E
- F
- G
- H
- I
- J
- K
- L
- M
- N
- O
- P
- Q
- R
- S
- T
- U
- V
- W
- X
- Y
- Z

- Kailea Vernius (*) est la fille du comte Dominic Vernius. Après la chute de sa famille, elle devient la concubine de Leto Atréides et donne naissance à un fils, Victor. Elle se suicide après avoir participé à une tentative d'assassinat contre Leto qui entraîne la mort de Victor et laisse son frère Rhombur grièvement blessé.
- Khrone (*) est le chef de la Myriade des Danseurs-Visage dans Les Chasseurs de Dune et Le Triomphe de Dune.

## L
- Haut – A
- B
- C
- D
- E
- F
- G
- H
- I
- J
- K
- L
- M
- N
- O
- P
- Q
- R
- S
- T
- U
- V
- W
- X
- Y
- Z

- Le duc Leto Atréides est le chef de la maison Atréides (sur la planète Caladan puis sur Arrakis) dans Dune. Il est le père de Paul et Alia Atréides, qu'il a eu avec sa compagne Jessica. Il reçoit le fief d'Arrakis et y perd la vie après de l'attaque-surprise des forces Harkonnen conjuguées à celles des Sardaukars de l’empereur Shaddam IV.
- Leto Atréides II est le fils de Paul et de sa concubine Chani, et le frère jumeau de Ghanima. Afin de mener à bien sa vision, le Sentier d'Or, il fusionne avec les truites des sables pour devenir un hybride d'humain et de ver des sables qui règne sur l'univers connu pendant plus de 3 500 ans.
- Liet Kynes est un planétologiste impérial. Fils de Pardot Kynes et d'une Fremen, il poursuit l'œuvre de son père dans la terraformation de la planète. Il est tué par les Harkonnen après la chute de la maison Atréides : abandonné dans le désert sans distille ni provisions, il meurt dans une explosion d'épice.
- Lobia (*) est une Révérende Mère du Bene Gesserit qui apparaît dans La Maison Harkonnen et La Maison Corrino en tant que Diseuse de vérité de l'empereur.
- Logno est une Honorée Matriarche qui apparaît dans La Maison des mères. Bras droit de la Très Honorée Matriarche Dama, elle finit par la trahir en lui servant du vin empoisonné pour prendre sa place. Elle trouve la mort durant l'offensive du Bene Gesserit sur la planète Jonction, tuée par Murbella.
- Lucille (« Lucilla » en VO) est une Révérende Mère du Bene Gesserit qui apparaît dans Les Hérétiques de Dune et La Maison des mères. Elle est chargée d'assurer l'Imprégnation de Duncan Idaho, mais n'y parvient pas avant que les pouvoirs latents du ghola ne soient éveillés par Murbella. Par la suite, elle se rend sur Lampadas. Elle recueille les consciences (mémoire seconde) de toutes les sœurs du Bene Gesserit présentes sur la planète et échappe de peu à la destruction de celle-ci par les Honorées Matriarches. Réfugiée sur Gammu (Giedi Prime), elle est vendue aux Honorées Matriarches par le Rabbi, après avoir transmis son fardeau mental à la Révérende Mère sauvage Rebecca de l’Israël secret. La Très Honorée Matriarche Dama s'efforce de soutirer des informations à Lucille, mais finit par la tuer dans un accès de rage.

## M
- Haut – A
- B
- C
- D
- E
- F
- G
- H
- I
- J
- K
- L
- M
- N
- O
- P
- Q
- R
- S
- T
- U
- V
- W
- X
- Y
- Z

- Manion Butler (*) est le vice-roi de la Ligue des Nobles et père de Serena Butler et Octa Butler.
- La Shadout Mapes est une Fremen qui apparaît dans Dune. Elle est la gouvernante de la résidence ducale, aux ordres du duc Léto et de Jessica Atérides, à Arrakeen. Elle meurt assassinée par le docteur Suk Wellington Yueh.
- Margot Fenring est l'épouse du comte Hasimir Fenring, par ailleurs une adepte du Bene Gesserit.
- Miles Teg est un descendant de la maison Atréides, bashar (commandant militaire) au service du Bene Gesserit. Il apparaît dans Les Hérétiques de Dune où il est chargé de l'éducation du dernier ghola de Duncan Idaho. Il meurt dans la destruction de la planète Rakis par les Honorées Matriarches. Il réapparaît sous la forme d'un ghola dans La Maison des mères.
- Mohandas Suk (*) est le créateur de l'école Suk. Il se distingue dans la lutte contre la peste robotique répandue par Omnius.
- Monéo Atréides est un descendant de Ghanima et Farad'n, au service de l'empereur-dieu Leto II dans L'Empereur-Dieu de Dune. C'est son dernier majordome et homme de confiance, et qui meurt en même temps que son maître lors d'un attentat.
- Murbella est au départ Honorée Matriarche qui apparaît dans Les Hérétiques de Dune puis La Maison des mères. Elle capture Duncan Idaho sur Gammu. Capturée ensuite par Lucille, elle intègre le Bene Gesserit et devient la compagne de Duncan. Par la suite, elle devient la Mère supérieure de l'ordre après la mort de Darwi Odrade sur Jonction, ainsi que la Très Honorée Matriarche après avoir tué Logno.

## N
- Haut – A
- B
- C
- D
- E
- F
- G
- H
- I
- J
- K
- L
- M
- N
- O
- P
- Q
- R
- S
- T
- U
- V
- W
- X
- Y
- Z

- Norma Cenva (*) est la maîtresse d'Aurelius Venport. C'est elle la véritable créatrice des vaisseaux de la Guilde, invention communément attribuée à son amant. Elle n'est mentionnée qu'incidemment dans l'œuvre de Frank Herbert, mais joue un rôle important dans La Guerre des machines et ses suites, où elle apparaît également comme la véritable inventrice des créations attribuées à Tio Holtzman. Consommant d'importantes quantité d'épice, elle devient la première navigatrice de la Guilde. Son corps se transforme et finit par disparaître complètement, ne laissant qu'une conscience appelée « Oracle du Temps ». Plusieurs millénaires plus tard, elle réapparaît dans Les Chasseurs de Dune et Le Triomphe de Dune pour prendre part à la dernière confrontation entre l'humanité et les machines pensantes.
- Nayla est la garde du corps Truitesse assignée à Siona Atreides (présente dans L'Empereur-Dieu de Dune), mais très fidèle à Leto (Leto II).

## O
- Haut – A
- B
- C
- D
- E
- F
- G
- H
- I
- J
- K
- L
- M
- N
- O
- P
- Q
- R
- S
- T
- U
- V
- W
- X
- Y
- Z

- Octa Butler (*) est la sœur cadette de Serena Butler. Lorsque sa sœur est capturée par les machines pensantes, tous la croient morte, et Octa épouse son prétendant Xavier Harkonnen. Elle donne naissance à trois enfants : Roella, Omilia et Wandra, la dernière devenant la femme de Quentin Butler.
- Omnius (*) est une machine pensante qui apparaît dans le cycle Dune, la genèse. Il s'agit à l'origine d'une simple intelligence artificielle au service du Titan Xerxès. Ce dernier lui confie de plus en plus d'autorité, et elle finit par développer une conscience. Avide de pouvoir, Omnius conquiert les planètes des Titans, mais ne peut les tuer en raison d'un mécanisme de sécurité implanté dans son programme. Des copies d'Omnius existent sur chacune de ces planètes, partageant une conscience collective. Toutes ces copies sont détruites par les humains libres lors du Jihad butlérien, à l'exception d'une seule, envoyée dans l'espace profond. Omnius réapparaît ainsi à la tête d'un nouvel empire des machines dans Les Chasseurs de Dune, quinze mille ans après le Jihad butlérien. Il tente d'anéantir l'humanité dans une nouvelle guerre, mais finit banni dans une autre dimension par l'Oracle du Temps.

## P
- Haut – A
- B
- C
- D
- E
- F
- G
- H
- I
- J
- K
- L
- M
- N
- O
- P
- Q
- R
- S
- T
- U
- V
- W
- X
- Y
- Z

- Pardot Kynes est un planétologiste impérial, et le père de Liet Kynes. Chargé d'étudier Arrakis, il rejoint les rangs des Fremen et les met à contribution dans ses projets de terraformation de la planète. Il est tué lors d'un éboulement, mais son fils Liet, Fremen par sa mère, poursuit son oeuvre.
- Paul Atréides est le fils du duc Leto Atréides et de sa concubine Jessica, et apparait dans Dune. Après avoir vaincu Shaddam IV, il devient l'empereur Paul « Muad'dib » Atréides en épousant officiellement sa fille, la princesse Irulan. Il a pour compagne Chani, qui donnera naissance à un premier fils (Leto, mort en bas âge) puis à deux jumeaux : Leto II et Ghanima. À la fin du Messie de Dune, il part dans le désert car devenu aveugle à la suite d'un attentat. Dans Les Enfants de Dune, il réapparaît sous l’identité du Prêcheur mais est tué sur ordre de sa sœur, Alia Atréides.
- Paulus Atréides (*) est le père du duc Leto. Passionné de corrida, il trouve la mort dans l'arène de Caladan face à un taureau. Ce personnage n'est mentionné dans les romans de Frank Herbert que comme « le vieux duc ». Les romans de Brian Herbert et Kevin J. Anderson lui donnent un prénom et attribuent sa mort à un complot dirigé par sa femme Héléna, qui s'arrange pour faire droguer le taureau qu'affronte son mari.
- Piter de Vries est le mentat-assassin « tordu » de la maison Harkonnen dans Dune, aux ordres du baron Vladimir Harkonnen. Meurt accidentellement en respirant un gaz mortel relâché par le duc Léto Atréides, alors prisonnier des Harkonnen sur Arrakis.

## Q
- Haut – A
- B
- C
- D
- E
- F
- G
- H
- I
- J
- K
- L
- M
- N
- O
- P
- Q
- R
- S
- T
- U
- V
- W
- X
- Y
- Z

- Quentin Vigar Butler (*) est un commandant militaire lors du Jihad butlérien. Il épouse Wandra Butler, dont il prend le nom, et qui donne naissance à trois enfants : Faykan, Rikov et Abulurd. Capturé par les Titans qui le transforment en cymek, il refuse de collaborer avec eux et sabote leurs efforts dans la guerre contre l'humanité. Avec l'aide de Vorian Atréides, il orchestre la mort du chef des Titans Agamemnon et de sa compagne Junon. Ne pouvant redevenir humain, il se sacrifie ensuite pour tuer le dernier Titan, Dante.

## R
- Haut – A
- B
- C
- D
- E
- F
- G
- H
- I
- J
- K
- L
- M
- N
- O
- P
- Q
- R
- S
- T
- U
- V
- W
- X
- Y
- Z

- Raphaël Corrino (*) est le fils de l'empereur Padishah Idriss Ier. Après la mort de son père, il refuse de prendre le titre d'empereur et règne en tant que « prince impérial ». Il reste dans l'histoire comme un souverain particulièrement doué, humble et généreux.
- Raquella Berto-Anirul (*) est la fondatrice d'une communauté de sœurs, ancêtre de l'ordre du Bene Gesserit. Fille d'Helmina Berto-Anirul et petite-fille de Vorian Atréides, elle est victime du virus envoyé par les machines pensantes sur Rossak. Elle survit grâce à une modification de son code génétique par l'environnement toxique de la planète, qui lui octroie également des pouvoirs mentaux. Grâce à ces pouvoirs, elle réforme l'ordre des Sorcières de Rossak, donnant naissance au Bene Gesserit.
- Rayna Butler (*) est la petite-fille de Quentin Butler. La peste robotique envoyée par Omnius emporte ses deux parents et manque de la tuer elle-même. Durant sa maladie, elle reçoit une vision de Serena Butler. Une fois guérie, elle devient une farouche adversaire des machines et fonde le Culte de Serena, qui s'oppose à l'existence de toute technologie. Elle serait l'auteur du commandement « Tu ne feras pas de machine à l'esprit de l'homme semblable » qui figure dans la Bible catholique orange.
- Rebecca est une Révérende Mère « sauvage » de l’Israël secret qui apparaît dans La Maison des mères. D'origine juive, elle accepte de recueillir le « fardeau » des mémoires secondes sauvées par Lucille sur la planète Lampadas avant sa destruction par les Honorées Matriarches.
- Rekur Van (*) est un ingénieur tlulaxa en biologie et génétique.
- Rhombur Vernius (*) est le fils du comte Dominic Vernius et le meilleur ami du jeune Leto Atréides. Après la chute de son père, il se réfugie auprès de Leto sur Caladan. Grièvement blessé lors d'un attentat visant Leto, il n'est sauvé qu'en devenant un cyborg, ce qui ne l'empêche pas de reconquérir Ix, la planète de sa famille. Il est le père adoptif de Bronso, le fils génétique de sa concubine Tessia et de son demi-frère défunt Tyros Reffa.

## S
- Haut – A
- B
- C
- D
- E
- F
- G
- H
- I
- J
- K
- L
- M
- N
- O
- P
- Q
- R
- S
- T
- U
- V
- W
- X
- Y
- Z

- Salvador Corrino est le troisième empereur Padishah, souverain de l'univers connu et le chef de la maison Corrino dans La Communauté des sœurs et Les Mentats de Dune. Il est le petit-fils de Faykan Corrino et le fils aîné de Jules Corrino, les premier et deuxième empereurs.
- Schwangyu est une Révérende Mère du Bene Gesserit qui apparaît dans Les Hérétiques de Dune. Elle dirige la citadelle de Gammu (Giedi Prime) où est élevé le dernier ghola de Duncan Idaho.
- Scytale est un Danseur-Visage qui apparaît dans Le Messie de Dune comme membre de la conspiration visant à assassiner Paul. Il réapparaît plusieurs millénaires plus tard dans Les Hérétiques de Dune en tant que Maître du Bene Tleilax.
- Selim (*) est le chef des rebelles zensunni sur Arrakis, surnommé le « Chevaucheur de Ver » car il a été le premier à chevaucher un ver des sables.
- Serena Butler (*) a donné son nom au Jihad butlérien. Fille du vice-roi de la Ligue des Nobles, elle est promise à Xavier Harkonnen, mais elle est capturée par les machines pensantes et réduite en esclavage sur Terre. Lorsque les machines tuent Manion, le fils qu'elle a eu de Xavier, elle se révolte contre leur joug et rejoint les mondes humains avec Vorian Atréides, devenant la figure de proue de la guerre sainte qui porte son nom. Elle est tuée par Omnius sur Corrin lors de la négociation d'une trêve. Par la suite, elle est considérée comme une martyre, et son souvenir ravive la colère des humains contre les machines pensantes.
- Seurat (*) est une machine pensante. Ami de Vorian Atréides, il est finalement détruit par ce dernier lors du Jihad butlérien.
- Shaddam IV Corrino est l'empereur Padishah, souverain de l'univers connu et le chef de la maison Corrino dans Dune. Il est le père de plusieurs filles, notamment la princesse Irulan. À la suite de la bataille d'Arrakeen, il est déposé par Paul Atréides puis exilé sur Salusa Secundus.
- Shando Balut (*) est une concubine de l'empereur Elrood IX. Elle donne naissance à un fils : Tyros Reffa. Elle épouse par la suite le comte Dominic Vernius, s'attirant ainsi la haine d'Elrood IX, et donne naissance à deux enfants : Rhombur et Kailea. Elle est tuée par les Sardaukars après la chute de la maison Vernius.
- Sheana est une lointaine descendante du peuple Fremen qui apparaît dans Les Hérétiques de Dune puis La Maison des mères. Possédant le don de contrôler les vers géants de Dune, elle rejoint ensuite le Bene Gesserit et devient une Révérende Mère. Elle finit par s'enfuir avec Duncan Idaho de la planète du Chapitre (du Bene Gesserit), vers une destination inconnue à bord d'un non-vaisseau.
- Siona Atréides est la fille de Monéo Atréides. Révoltée contre l'empereur-dieu Leto II, son lointain ancêtre (du fait de sa cruauté), elle finit par causer sa chute en s'alliant avec un ghola de Duncan Idaho dans un attentat contre lui. Du fait du programme génétique de Leto II, dont elle constitue l'aboutissement, est invisible aux prescients et donne cette caractéristiques à tous ses descendants.
- Stilgar est un chef Fremen (naib) qui apparaît dans Dune. Chef du sietch Tabr, il devient l'ami de Paul Atréides quand il recueille ce dernier et sa mère Jessica, après qu'ils ont fui dans le désert profond d'Arrakis, poursuivis par les Harkonnen. Après l'accession au trône impérial de Paul, il est son principal conseiller. Dans Les Enfants de Dune, lors de l'exil du Paul (devenu aveugle) dans le désert, c'est lui qui protège ses enfants Leto II et Ghanima au sein du sietch Tabr durant la régence de Alia.

## T
- Haut – A
- B
- C
- D
- E
- F
- G
- H
- I
- J
- K
- L
- M
- N
- O
- P
- Q
- R
- S
- T
- U
- V
- W
- X
- Y
- Z

- Tamerlan (*) est l'un des Titans mentionnés dans La Guerre des machines et ses suites.
- Tessia (*) est une Révérende Mère du Bene Gesserit. Elle est la concubine de Rhombur Vernius et la mère biologique de Bronso Vernius.
- Thufir Hawat est le mentat et maître assassin de la maison Atréides dans Dune. Il est le principal conseiller du duc Leto Atréides. Capturé par les Harkonnen, il est contraint de les rallier mais tente de les abattre de l'intérieur. Il meurt dans les bras de Paul à la fin de la bataille d'Arrakeen, quand le « poison résiduel » (œuvre de Piter de Vries) qui lui a été injecté sur ordre du baron Vladimir Harkonnen, ne reçoit plus d'antidote.
- Tio Holtzman (*) est le découvreur de l'effet Holtzman et de ses différentes applications pratiques. Le nom de Holtzman n'est que mentionné dans les romans de Frank Herbert, où il est parfois orthographié Holtzmann ou Holzmann. Le personnage est développé par Brian Herbert et Kevin J. Anderson dans La Guerre des machines et ses suites, où il exploite les découvertes de son assistante Norma Cenva pour développer ses inventions sur la planète Poritrin. Il est tué lorsqu'un esclave révolté tire au laser sur son bouclier personnel, entraînant une explosion qui détruit la ville de Starda tout entière.
- Tlaloc (*) est l'un des Titans qui apparaissent dans La Guerre des machines et ses suites. Tué lors d'un accident peu après la chute du Vieil Empire, il est considéré comme un prophète et un mentor par ses congénères.
- Tuk Keedair (*) est un esclavagiste tlulaxa, partenaire commercial d'Aurelius Venport et cofondateur avec lui de l'entreprise VenKee.
- Tylwyth Waff est le « Maître des maîtres » de l'ordre du Bene Tleilax, et apparaît dans Les Hérétiques de Dune. Il s'allie avec le Bene Gesserit contre les Honorées Matriarches mais meurt dans la destruction de la planète Rakis par ces dernières.

Il réapparaît sous la forme d'un ghola (*) dans Les Chasseurs de Dune. Sauvé des Honorées Matriarches par la Guilde spatiale, il utilise ses connaissances en génétique pour développer une nouvelle espèce de ver des sables. Ces vers vivent dans la mer et produisent une Épice plus puissante, l'ultra-épice. Waff se rend ensuite sur Rakis pour tenter d'y implanter de nouveaux vers des sables, mais il échoue. Il découvre alors que les vers de Rakis avaient pressenti la destruction de leur planète et avaient plongé dans les profondeurs de son sol pour échapper à la mort. Dans une extase mystique, il se laisse dévorer par les vers ressurgis.
- Tyros Reffa (*) est le fils caché de l'empereur Elrood IX et de sa concubine Shando Balut. Il est secrètement envoyé avec son précepteur Glax Othn sur la planète Zanovar, auprès de la maison Taligari, pour le protéger de la jalousie de son demi-frère Shaddam. Bien qu'il soit au courant de son ascendance, Reffa ne possède aucune ambition impériale. Après la mort d'Elrood, il échappe à la destruction de Zanovar par les Sardaukars. Il tente de confronter son frère à ses actions sous couvert d'une représentation théâtrale, mais il tue par accident un garde, ce qui offre à l'empereur l'opportunité de se débarrasser de lui. Shaddam l'exécute lui-même avec son propre laser.

## U
- Haut – A
- B
- C
- D
- E
- F
- G
- H
- I
- J
- K
- L
- M
- N
- O
- P
- Q
- R
- S
- T
- U
- V
- W
- X
- Y
- Z

## V
- Haut – A
- B
- C
- D
- E
- F
- G
- H
- I
- J
- K
- L
- M
- N
- O
- P
- Q
- R
- S
- T
- U
- V
- W
- X
- Y
- Z

- Vergyl Tantor (*) est le fils de Emil et Lucille Tantor qu'ils ont eu après avoir adopté Xavier Harkonnen. Vergyl a douze ans de moins que son frère[1]. Il se marie à vingt-et-un ans avec Sheel, qui donne naissance à trois enfants : Emilo, Jisp et Ulana. Il est capturé en 177 AG par les cymeks Agamemnon, Junon et Dante puis torturé à mort.
- Victor Atréides (*) est le fils de Leto et de sa concubine Kailea Vernius. Il trouve la mort à un jeune âge, dans une explosion qui devait tuer son père.
- Le baron Vladimir Harkonnen est le chef de la maison Harkonnen sur la planète Giedi Prime (connue ensuite comme Gammu), et apparaît dans Dune. Il est le père caché de Jessica. Ennemi mortel de la maison Atréides, il meurt à la suite de la bataille d'Arrakeen, tué par l’aiguille empoisonnée de sa petite-fille Alia. Il reviendra dans Les Enfants de Dune sous la forme d'une présence dans l'esprit d'Alia, la manipulant pour mieux la détruire, elle et sa famille.
- Vorian Atréides (*) est l'ancêtre de la maison Atréides. Fils biologique du Titan Agamemnon, il est éduqué par les machines pensantes et reçoit un traitement qui augmente sa longévité. Il rallie l'humanité libre contre les Titans et les machines pensantes après sa rencontre avec Serena Butler et devient l'une des principales figures du Jihad butlérien aux côtés de son ami Xavier Harkonnen. C'est à cette période qu'il rencontre sur Hagal Karida Julan qui accouche plus tard d'une fille nommée Helmina Berto-Anirul. Il fait ensuite la connaissance sur Caladan de Leronica Terget, qui lui donne deux garçons, les jumeaux Estes et Kagin, et qui devient ensuite sa première épouse. À la mort de Xavier Harkonnen, Vorian tente en vain de laver le nom des Harkonnen de l'infamie qui lui est attachée, mais finit par renoncer lorsqu'il est trahi par le petit-fils de Xavier, Abulurd, lors de la bataille de Corrin. Il s'établit ensuite sur Kepler où il se marie avec Mariella qui lui donne trois enfants : deux garçons, Clar et Oren, et une fille, Bonda.

## W
- Haut – A
- B
- C
- D
- E
- F
- G
- H
- I
- J
- K
- L
- M
- N
- O
- P
- Q
- R
- S
- T
- U
- V
- W
- X
- Y
- Z

- Wanna est une Révérende Mère du Bene Gesserit et l'épouse du docteur Wellington Yueh. Elle est capturée par les Harkonnen pour faire pression sur son mari et lui faire trahir les Atréides en échange de sa liberté. En réalité, elle est déjà morte lorsque Yueh trahit le duc Leto.
- Warrick (*) est un Fremen, ami de Liet Kynes.
- Wellington Yueh est le docteur Suk de la maison Atréides dans Dune.
- Wensicia Corrino est l'une des filles de l'empereur Shaddam IV et la mère de Farad'n. Sœur d'Irulan, après la mort de son père, elle complote pour que son fils Farad'n supplante les jumeaux Leto II et Ghanima comme héritiers de l'empire, mais sa tentative de les faire tuer par des tigres Laza contrôlés à distance se solde par un échec. Elle est finalement déchue et exilée par son fils, qui épouse Ghanima et devient le chroniqueur de Leto II au début de son règne sous le nom d'Harq Al Ada.

## X
- Haut – A
- B
- C
- D
- E
- F
- G
- H
- I
- J
- K
- L
- M
- N
- O
- P
- Q
- R
- S
- T
- U
- V
- W
- X
- Y
- Z

- Xavier Harkonnen (*) est le fils adoptif de Emil et Lucille Tantor. À l'époque du Jihad butlérien, il se distingue par sa bravoure aux côtés de son ami Vorian Atréides. Il se sacrifie afin de mettre un terme aux projets du Grand Patriarche Iblis Ginjo et de déjouer les complots des Tleilaxu. Après sa mort, il est considéré comme un traître : les alliés de Ginjo salissent sa mémoire, tandis que le seul à connaître la véritable raison de sa mort, Vorian, est tenu au secret, Xavier lui ayant demandé de se taire pour ne pas handicaper le jihad. Il était le fiancé de Serena Butler et le père biologique de Manion, l'enfant qu'elle eut sur Terre et dont le meurtre par les machines pensantes est l'élément déclencheur du jihaad butlérien. Durant l'absence de Serena, qu'il croyait morte, il épouse sa sœur, Octa, qui donne naissance à trois filles dont Wandra Butler, la mère de Faykan Butler, le fondateur de la Maison Corrino et premier empereur Padishah, et Abulurd Harkonnen, le fondateur de la Maison Harkonnen.
- Xerxès (*) est l'un des Titans qui apparaissent dans La Guerre des machines et ses suites. En laissant toujours plus de liberté à l'intelligence artificielle Omnius, il lui permet de prendre le contrôle de ses planètes et de se lancer à la conquête de l'univers. Il est tué par Norma Cenva.

## Y
- Haut – A
- B
- C
- D
- E
- F
- G
- H
- I
- J
- K
- L
- M
- N
- O
- P
- Q
- R
- S
- T
- U
- V
- W
- X
- Y
- Z

- Yorek Thurr (*) est le commandant de la Jipol, la police du Jihad. Il trahit les humains plusieurs fois, suggérant aux machines pensantes la création d'un virus extrêmement létal puis la mise au point de « mites piranhas » visant à décimer la population humaine. Il tue le Grand Patriarche Xander Boro-Ginjo, petit-fils d'Iblis Ginjo.

## Z
- Haut – A
- B
- C
- D
- E
- F
- G
- H
- I
- J
- K
- L
- M
- N
- O
- P
- Q
- R
- S
- T
- U
- V
- W
- X
- Y
- Z

- Zufa Cenva (*) est la maîtresse des Sorcières de Rossak et la mère de Norma Cenva.